# 达里奥·马埃斯特里皮埃里
达里奥·马埃斯特里皮埃里（英語：Dario Maestripieri，1964年—）是一位意大利动物行为学家和体质人类学家，现为芝加哥大学教授，主要科普作品有《猿猴的把戏——进化论破解人际潜规则》（Games Primates Play: An Undercover Investigation of the Evolution and Economics of Human Relationships）等。